# جاکومو بیندی
جاکومو بیندی (انگلیسی: Giacomo Bindi؛ زادهٔ ۲ ژانویهٔ ۱۹۸۷) بازیکن فوتبال اهل ایتالیا است.
از باشگاه‌هایی که در آن بازی کرده‌است می‌توان به باشگاه فوتبال اینتر میلان، باشگاه فوتبال فوجا، باشگاه فوتبال روبور سیه‌نا، باشگاه فوتبال پیستویزه، باشگاه فوتبال مونتسا، باشگاه فوتبال کروتونه، باشگاه فوتبال لاتینا، باشگاه فوتبال پادوا، باشگاه فوتبال اتلتیکو آرتزو، و باشگاه فوتبال وارزه اشاره کرد.
وی همچنین در تیم‌های ملی فوتبال زیر ۱۶ سال ایتالیا، زیر ۱۷ سال ایتالیا، زیر ۱۸ سال ایتالیا، زیر ۱۹ سال ایتالیا، و زیر ۲۰ سال ایتالیا بازی کرده‌است.